# MADtv

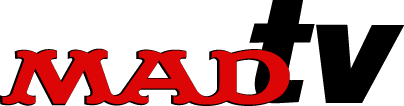
Logo

MADtv is een Amerikaans komisch televisieprogramma, gebaseerd op het komische tijdschrift MAD. Het programma werd voor het eerst uitgezonden op 14 oktober 1995 door FOX.
Het programma wordt tegenwoordig gepresenteerd door onder anderen Crista Flanagan, Daheli Hall, Keegan-Michael Key, Bobby Lee, Michael McDonald, Arden Myrin, Nicole Parker, Jordan Peele en Johnny A. Sanchez.

## Opzet
Het programma bestaat uit sketches voor een livepubliek, die vaak gaan over de actualiteit en hedendaagse populaire onderwerpen. De sketches worden afgewisseld met korte filmpjes die eerder zijn opgenomen. Die korte filmpjes parodiëren vaak bekende films en tv-programma's.